# Roberto Pruzzo
Roberto Pruzzo (Crocefieschi, Ligúria, 1 d'abril de 1955) fou un futbolista italià i posterior entrenador.
Pruzzo es formà al Genoa CFC on jugà sis temporades al primer equip, marcant 57 gols en 143 partits. El 1979 fitxà per l'AS Roma, club on destacà com a gran golejador. Guanyà al club del Laci una lliga i quatre copes i fou tres cops màxim golejador de lliga. Acabà la seva carrera el 1989 a l'ACF Fiorentina. Pruzzo és l'únic jugador italià que ha estat capaç de marcar 5 gols en un partit de la Sèrie A (Roma vs. Avellino, el 1986).
Malgrat la seva eficàcia golejadora només jugà 6 partits amb la selecció italiana. Disputà l'Eurocopa de 1980.
Als anys 90 fou entrenador a diversos clubs modestos.

## Palmarès
- Lliga italiana de futbol: 1982-83
- Copa italiana de futbol: 1980, 1981, 1984, 1986
- Segona divisió italiana: 1982-83
- Màxim golejador de la lliga italiana de futbol: 1981, 1982, 1986